# Карбид трииттербия
Карбид трииттербия — бинарное неорганическое соединение
иттербия и углерода с формулой Yb3C,
тёмные кристаллы.

## Получение
- Сплавление иттербия и дегазированного графита в запаянной танталовой ампуле, заполненной инертным газом:

{\displaystyle {\mathsf {3Yb+C\ {\xrightarrow {1400-1600^{o}C}}\ Yb_{3}C}}}

## Физические свойства
Карбид трииттербия образует тёмные кристаллы
кубической сингонии,
пространственная группа F m3m,
параметры ячейки a = 0,4993 нм.